# De doge-ring van Venetië
De doge-ring van Venetië is een jeugdboek van Thea Beckman. Het boek is uitgegeven in 1994.

## Het verhaal
Het gaat over een jonge novice, Thomas. Als arme wees is hij weggegeven aan een arm klooster, zodat hij tenminste onderdak en een beetje eten heeft. Samen met een van de monniken maakt hij een gevaarlijke reis naar Venetië om een relikwie te kopen voor het Maria-klooster, opdat het door pelgrims bezocht zal worden en er een beetje geld verdiend kan worden.
De reis is niet zonder gevaren. De twee Bijbelse ezels zijn koppig en hebben hun eigen wil. Thomas' reisgenoot blijkt geen vroom verleden te hebben. Rovers en dieven versperren de weg en Europa blijkt verdeeld tussen Rome en Avignon. Zo leert Thomas de wereld buiten de dikke muren van zijn klooster kennen en rijzen er fundamentele vragen en twijfels over zijn geloof.
In Venetië weten de twee, meer door sluwheid dan door vroomheid, een mooie relikwie op de kop te tikken en raakt Thomas in vuur en vlam voor een beeldschoon meisje. Helaas moeten ze de stad halsoverkop verlaten, omdat Thomas de dogenring in een stuk vis vindt: het teruggeven van dit geschenk door de zee betekent voor de stad onheil. Als kort daarop de pest uitbreekt, is het gedaan met het gedroom van Thomas over het "gouden" meisje en een lekenbestaan.